# Kościół Świętych Apostołów Piotra i Pawła w Pakosławicach
Kościół Świętych Apostołów Piotra i Pawła – rzymskokatolicki kościół parafialny należący do parafii pod tym samym wezwaniem (dekanat Skoroszyce diecezji opolskiej).

## Historia
Świątynia została wzniesiona w 2 ćwierci XIII wieku. Wezwanie otrzymała w 1491 roku. W czasach nowożytnych do jednonawowego korpusu z absydowo zamkniętym prezbiterium została dobudowana wieża nakryta dachem hełmowym. Z kolei nawa, do tej pory nakryta stropem, została przesklepiona (z tego powodu mury obwodowe nawy zostały wsparte skarpami). Na początku XIX wieku została przekształcona lub nadbudowana wieża, natomiast do prezbiterium została dobudowana zakrystia. W czasie prac konserwatorskich w latach 1932-1933 został wykonany nowy portal południowy oraz polichromie wnętrz i zapewne stolarka drzwiowa.

## Architektura i wnętrze

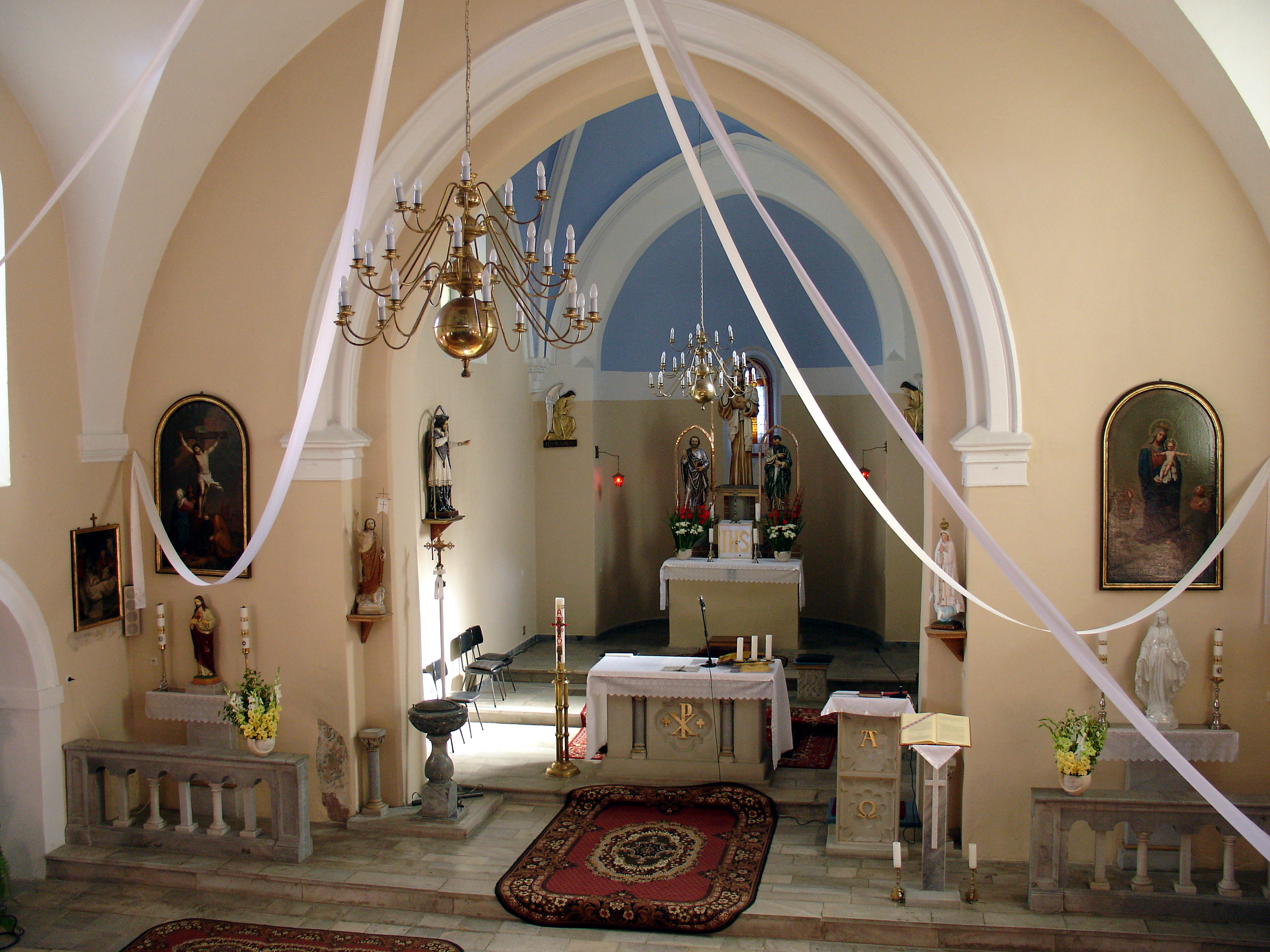
Wnętrze świątyni

Późnoromańska budowla jest orientowana, składa się z jednej nawy, posiada węższe prezbiterium zamknięte półkolistą absydą. Od strony zachodniej do oszkarpowanej nawy jest dobudowana wieża w stylu klasycystycznym. Wtórne są również kruchta i zakrystia. Nawa i prezbiterium są nakryte dachami dwuspadowymi, wieża dachem namiotowym. Świątynia wymurowana jest z cegły z dodatkiem kamienia polnego (część romańska w tzw. opus emplectum), detale architektoniczne powstały z granitu. Kamienny portal znajdujący się w zachodniej ścianie nawy oryginalnie, przed wybudowaniem wieży był portalem zewnętrznym. Jego kształt pozwala określić budowę świątyni na 2. ćwierć XIII wieku: jest ostrołukowy, jednouskokowy, posiada parę kolumienek na postumentach. Talerzowe głowice kolumn ujęte są wałkami i, niżej, ozdobione ornamentem sznurowym. Negatywowy ślad na archiwolcie to pamiątka po wałku podpartym głowicami. Elewacje są otynkowane (w zakrystii widać odsłonięty kamienny wątek muru), otwory okienne i drzwiowe zamknięte są łukiem. Nad głównym wejściem w półkoliście zamkniętych niszach są umieszczone kamienne figury patronów świątyni (pochodzące z początku XIX wieku). We wschodniej ścianie zakrystii wmurowane jest kamienne epitafium proboszcza Mechsego, zmarłego w 1606 roku. Wnętrza ze współczesnym wystrojem nakrywają sklepienia, w prezbiterium sklepienie krzyżowo-żebrowe (powstałe w 2. ćwierci XIII wieku). W zachodniej części nawy znajduje się drewniany chór muzyczny podparty słupami (pochodzi z 1. połowy XIX wieku). Wyposażenie: ambona, chrzcielnica, kropielnice, powstało na początku XIX wieku.